# Emmaline Henry
Emmaline Henry (1 de novembro de 1928 — 8 de outubro de 1979) foi uma atriz norte-americana. Ficou conhecida por seu papel Amanda Bellows na série Jeannie é um Gênio, a partir da 2ª Temporada até o término da série.
Emmaline Henry participou de filmes e séries um deles Divórcio à Americana.
Emmaline Henry morreu vítima de um tumor cerebral. Encontra-se sepultada no Cemitério de Santa Cruz, Los Angeles, Califórnia nos Estados Unidos.